# Neusiedler-See-Radweg
Der grenzüberschreitende Neusiedler-See-Radweg führt auf österreichischem und ungarischem Gebiet rund um den Neusiedler See, durch den Seewinkel und die Nationalparks Neusiedler See – Seewinkel und Fertő-Hanság.
Der Radweg ist mit Ausnahme des Abschnittes Weiden am See – Podersdorf am See, den man großteils auf Sand- und Schotterwegen zurücklegt, durchgehend asphaltiert. In Ungarn führt er teilweise über verkehrsarme Nebenstraßen. Durch die minimalen Höhenunterschiede und dank der zahlreichen Rast- und Übernachtungsmöglichkeiten ist der Neusiedler-See-Radweg auch für Familien sehr gut geeignet.
Mehrere Verbindungsradwege sorgen für die Anbindung des Neusiedler-See-Radweges an das Radwegenetz im Burgenland und im angrenzenden Niederösterreich.

## Sehenswertes entlang der Strecke
- Schilfgürtel am Neusiedler See
- Windmühle in Podersdorf
- Salzlacken des Seewinkels
- Schloss Esterházy in Fertöd
- Hofgassen in Mörbisch
- Fischerkirche und Altstadt in Rust
- Purbacher Türke

## Auszeichnungen
Im Jahr 2012 wurde der Radweg mit der Bestnote 5 als einziger Radweg in Österreich vom Allgemeinen Deutschen Fahrrad-Club (ADFC) bewertet.